# Heleioporus albopunctatus
Espèce
Statut de conservation UICN

 LC  : Préoccupation mineure
Heleioporus albopunctatus est une espèce d'amphibiens de la famille des Limnodynastidae.

## Répartition
Cette espèce est endémique de l'Australie-Occidentale. Elle se rencontre du niveau de la mer jusqu'à 600 m d'altitude dans le Sud-Ouest de cet État,.

## Publication originale
- Gray, 1841 : Descriptions of some new species and four new genera of reptiles from Western Australia, discovered by John Gould, Esq. Annals and Magazine of Natural History, sér. 1, vol. 7, p. 86–91 (texte intégral).